# S/2005 S 4
S/2005 S 4 es un satélite natural de Saturno descubierto por Scott S. Sheppard, David C. Jewitt, Jan T. Kleyna, Edward J. Ashton, Brett J. Gladman, Jean-Marc Petit y Mike Alexandersen en 2005 utilizando el telescopio Subaru en los observatorios de Mauna Kea. Fue anunciado por el Centro de Planetas Menores el 10 de mayo de 2023 luego de un periodo de 27 observaciones entre el 12 de diciembre de 2004 y el 8 de julio de 2021 en el que se confirmó la órbita del satélite.

## Características orbitales
S/2005 S 4 orbita a Saturno en 448.63 días (1 año y 83 días) con un semieje mayor de 11 333 000 km. Su excentricidad orbital es de 0.176  y su inclinación orbital es de 52.4°.
S/2005 S 4 es parte del grupo Inuit, un cúmulo dinámico de satélites irregulares prógrados de Saturno que siguen órbitas similares.

## Características físicas
Tiene un diámetro de aproximadamente 4 kilómetros para una magnitud absoluta de 15,7.